# سینت پل (کارولینای شمالی)
سینت پل (به انگلیسی: St. Pauls) شهری در ایالت کارولینای شمالی کشور ایالات متحده آمریکا است که جمعیت آن در سرشماری سال ۲۰۱۰ میلادی، ۲٬۰۳۵ نفر بوده‌است.